# Porky's Poppa
Porky's Poppa est un cartoon réalisé par Bob Clampett, sorti en 1938.
Il met en scène Porky Pig.